# Битва на Черне
Битва на Черне (болг. Битка при завоя на Черна) — сражение Первой мировой войны на Салоникском фронте между болгарскими частями и войсками Антанты, произошедшее в октябре — ноябре 1916 года в ходе Монастирской операции. После напряженных боев и тяжёлых потерь 19 ноября болгары отступили от Битолы (стар. Монастира).

## Перед сражением
30 сентября 1916 года сербы одержали победу над болгарами в битве при Каймакчалане и начали наступление в направлении города Битола. Болгарская 8-я Тунджинская пехотная дивизия заняла оборонительные позиции в районе излучины реки Черны. Болгарской армии оказывали помощь союзные ей немецкие войска, приславшие два своих полка и другие инженерные и артиллерийские части. Позднее из болгарских и немецких войск на Черненском рубеже была сформирована 302-я дивизия с немецким штабом, но почти полностью болгарским составом.

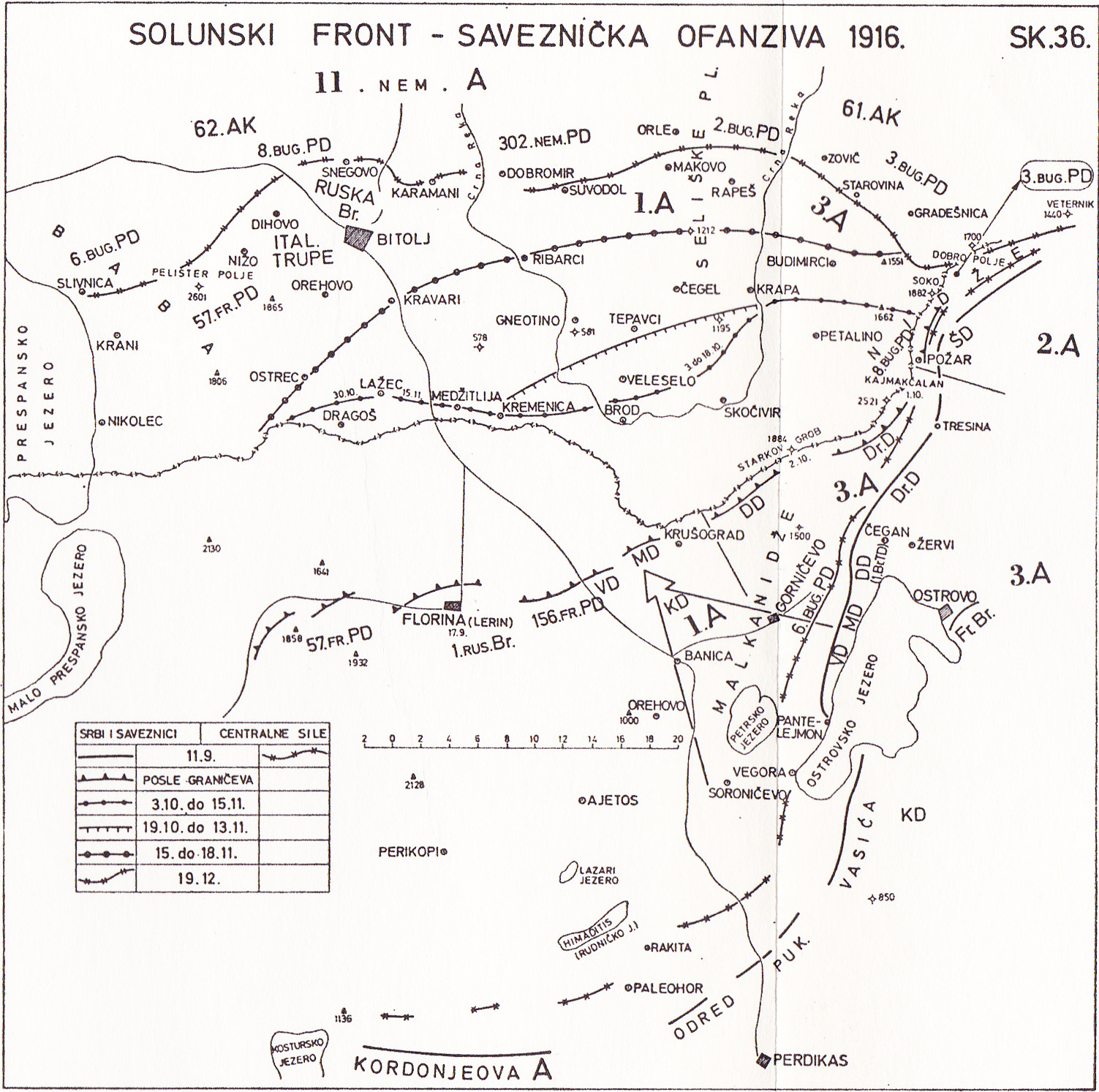
Театр военных действий. Наступление войск союзников

## Ход сражения
5 октября сербские войска безуспешно попытались форсировать Черну: некоторые солдаты перебрались на правый берег реки, но были отброшены контратаковавшими их болгарами. На следующий день сербы предприняли вторую попытку пересечения реки, атаковав позиции болгар у деревень Добровени и Скошивир, но и на сей раз потерпели неудачу, вдобавок уступив болгарам деревню Брод.
Имея большое превосходство в артиллерии, на протяжении нескольких дней сербы продолжали атаковать болгарские войска. 14 и 15 октября столкновения между войсками не прекращались вообще, но болгарам, несмотря на преимущество противника, удавалось сдерживать сербский напор и сохранять свои позиции. В ночь с 15 на 16 октября произошёл один из кульминационных моментов сражения: сербские части произвели восемь последовательных атак у излучины на Черне, но все они были отражены. Понёсшие серьёзный урон в течение трёх дней сербы восстанавливали силы, снова начав атаки лишь 18 октября. В этот день им удалось вернуть оставленную ранее деревню Брод и пересечь реку Черну и закрепились на ее левом берегу. Болгары предприняли контратаку, но она не увенчалась успехом.
23 октября на помощь сербской армии пришли французы, сражавшиеся неподалёку, в Кременице. Огонь союзников достиг огромных размеров. В течение последующей недели между войсками шла упорная борьба: обе стороны пытались нанести контрудар, но всякий раз терпели неудачу и несли большие потери. Из-за нехватки боеприпасов болгарская артиллерия не могла действовать в полную силу, и это давало сербам огромный приоритет.
7 ноября союзники открыли мощный артиллерийский огонь по 3/8 бригаде, занимавшей позиции между Крапе и Пологом. Через три дня потери бригады постепенно увеличивались и 10 ноября, не подвергаясь атаке, она покинула свои позиции, которые сразу же заняли сербы. Противник преследовал до самой Битолы, 19 октября покинутой болгарскими войсками, занявшими позиции в 5 км к северу от города.

## Результаты
Прорыв на реке Черне стал для сербов серьёзной тактической победой, которой они не сумели правильно воспользоваться. В следующем 1917 году, несмотря на всестороннее преимущество сил Антанты, союзные армии не добились успеха в военных действиях против Болгарии. Пиком успеха болгарских войск в неравной борьбе стала Битва за Красную стену («Македонская Шипка»), в которой французы потерпели поражение. В дальнейшем болгарам, прочно закрепившимся на своих позициях, удавалось успешно отражать вражеские нападения вплоть до 1918 года.